# Prionostemma waltei
Prionostemma waltei is een hooiwagen uit de familie Sclerosomatidae.